# Pseudophilautus leucorhinus
Pseudophilautus leucorhinus es una especie extinta de ranas que vivía en Sri Lanka.